# Colonna Verziere

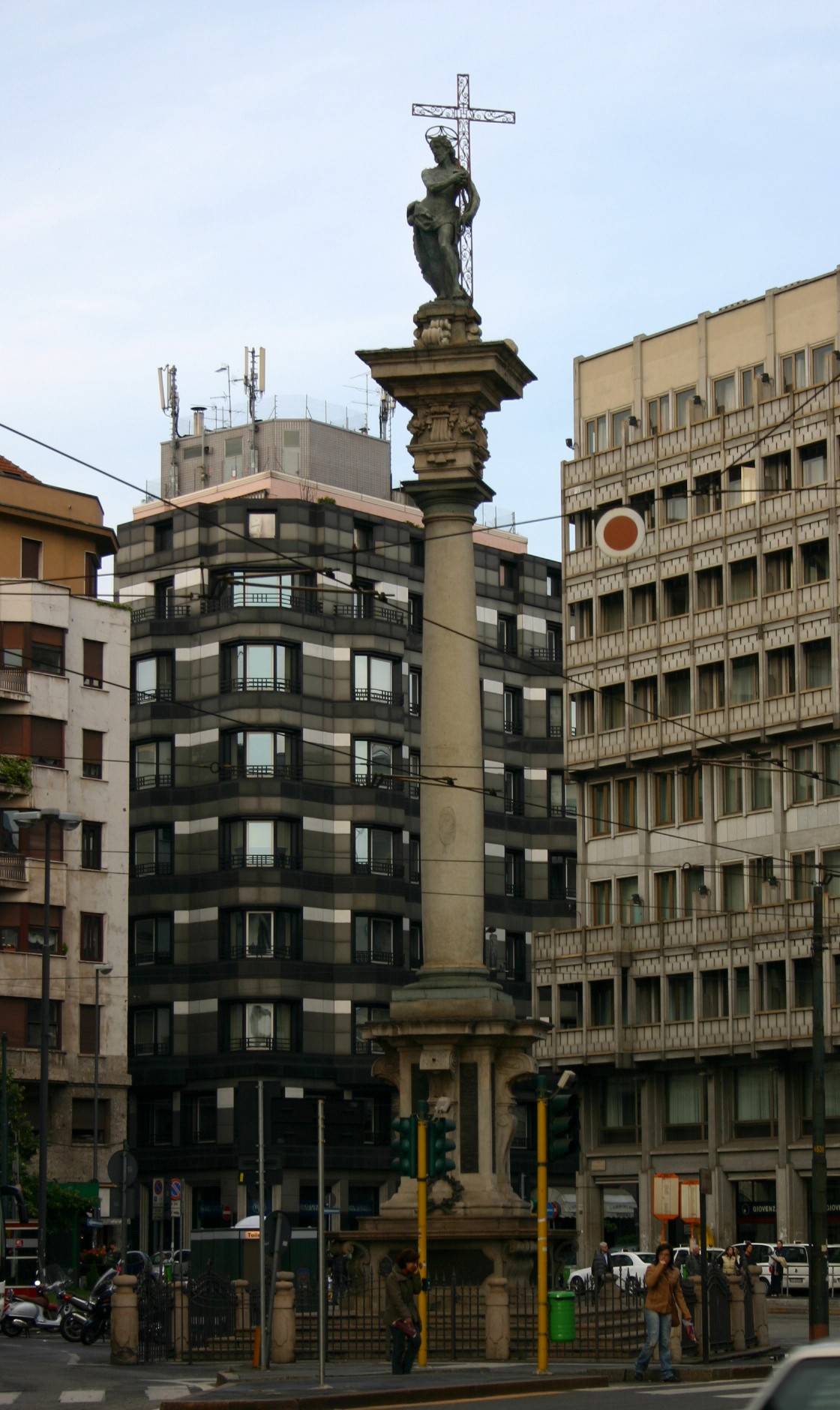
Colonna Verziere

A Colonna Verziere (azaz Verziere-oszlop) egy milánói emlékmű.  Magas, barokk piedesztálon álló gránitoszlop, a tetején márvány Krisztus-szoborral és acélkereszttel.

## Története
Az oszlopot 1607-ben Francesco Maria Richini tervezte, az 1577-es és 1580-as pestisjárvány átvészelésének köszöneteként. Az építkezés 1673-ra fejeződött be, ekkor került a helyére Giuseppe és Gian Battista Vismara alkotása, a Krisztus-szobor. 1861-ben az oszlopot azok emlékének szentelték, akik életüket veszítették az 1848. évi „Cinque giornati" („Öt nap")  nevű felkelés során. Nevük bronz plakettba vésve olvasható.